# Star Wars - L'ascesa di Skywalker
Star Wars - L'ascesa di Skywalker (Star Wars: The Rise of Skywalker), noto anche come Star Wars - Episodio IX - L'ascesa di Skywalker (Star Wars: Episode IX - The Rise of Skywalker), è un film del 2019 co-scritto, diretto e co-prodotto da J. J. Abrams.
Scritto da J. J. Abrams e Chris Terrio, prodotto da Lucasfilm e Bad Robot Productions e distribuito da Walt Disney Studios Motion Pictures, è il nono e ultimo episodio della "saga degli Skywalker" (che comprende la trilogia originale, la trilogia prequel e la trilogia sequel) della saga cinematografica fantascientifica space opera di Guerre stellari; nonché il terzo e ultimo film della cosiddetta "trilogia sequel", composta da Star Wars - Il risveglio della Forza e Star Wars - Gli ultimi Jedi; il film è ambientato un anno dopo gli eventi di quest'ultimo.
La pellicola vede il ritorno di gran parte del cast degli episodi precedenti, con la partecipazione di Carrie Fisher, Mark Hamill, Adam Driver, Daisy Ridley, John Boyega, Oscar Isaac, Anthony Daniels, Naomi Ackie, Domhnall Gleeson, Richard E. Grant, Lupita Nyong'o, Keri Russell, Joonas Suotamo, Kelly Marie Tran, Ian McDiarmid e Billy Dee Williams.
Il film ha ottenuto tre candidature ai premi Oscar 2020, tre candidature ai premi BAFTA 2020 e ha vinto cinque premi ai Saturn Awards 2021.

## Trama
Circa un anno dopo gli eventi de Gli ultimi Jedi, Rey si sta allenando sotto la guida del generale Leia Organa, per completare la sua istruzione di Jedi. Nel frattempo, su Mustafar, il nuovo Leader Supremo Kylo Ren ottiene un dispositivo che gli consente di raggiungere Exegol, un pianeta nascosto nelle Regioni Ignote dove da tempo si nasconde l'Imperatore Palpatine, ritornato grazie al lato oscuro della Forza. Costui, che rivela essere il creatore del personaggio di Snoke, ha preparato un'immensa flotta di incrociatori stellari, ciascuno dotato di un'arma in grado di distruggere un pianeta, con la quale intende invadere la galassia e ripristinare il defunto Impero Galattico. Palpatine promette a Ren di fornirgli la flotta per farlo diventare il nuovo Imperatore, ma a condizione che uccida Rey.
Nel frattempo Rey, Poe Dameron, Finn, C-3PO, BB-8 e Chewbecca partono a bordo del Millennium Falcon per dirigersi a Pasaana alla ricerca del dispositivo gemello di quello rinvenuto da Kylo Ren. Dopo che al gruppo si è unito il droide D-O e aver ricevuto aiuto da Lando Calrissian, il dispositivo viene trovato da Rey a bordo dei rottami della distrutta seconda Morte Nera. Ma Kylo Ren, sopraggiunto nel frattempo, se ne impossessa e lo distrugge. Rey combatte con la spada laser contro Ren, che le rivela la verità sulle proprie origini e da dove trae la propria Forza: Rey è la nipote di Palpatine, abbandonata all'età di 6 anni su Jakku dai suoi genitori, che sono stati uccisi per averla protetta. Durante il duello tra i due, Leia chiama il figlio per farlo tornare al lato chiaro, morendo subito dopo, e in quel momento Rey ferisce Kylo trafiggendolo con la spada, per poi guarirlo subito dopo. Ciò spinge Ben a riflettere, in un dialogo con il padre defunto (un ricordo nella sua mente), finendo per gettare la sua spada laser in mare. Rey sottrae il TIE Silencer di Ren e si reca sul pianeta Ahch-To, dove distrugge il mezzo e intende isolarsi per non portare a compimento la profezia del nonno, che la vorrebbe regnare sul nuovo Impero Galattico. Qui però il fantasma di Forza di Luke Skywalker la convince a recarsi su Exegol ad affrontare Palpatine, per poi donarle la spada laser di Leia. Usando il vecchio X-wing di Luke e il dispositivo gemello rimasto sui rottami del mezzo di Ren, Rey invia le coordinate di Exegol anche alla Resistenza.
Tutta la flotta della Resistenza capitanata da Poe (come ultima richiesta di Leia) raggiunge Exegol, avendo escogitato un piano per distruggere gli incrociatori stellari. Qui Palpatine cerca di convincere la nipote a diventare un Sith per farne l'Imperatrice del nuovo Impero, ma solo dopo che lei lo avrà ucciso. Ben Solo, ritornato al lato chiaro della Forza e arrivato anch'egli sul pianeta, prima sconfigge i suoi ex compagni d'armi, i Cavalieri di Ren, e poi si unisce a Rey per combattere l'Imperatore, che, però, riesce a sopraffare i due e a prelevarne l'energia vitale, con cui si rigenera e, usando i suoi poteri, attacca le astronavi della Resistenza, che stanno combattendo contro la flotta di Palpatine. Le voci di tutti i precedenti Jedi esistiti danno a Rey la forza di contrastare l'attacco dell'Imperatore. Unendo le spade laser degli Skywalker per farsi da scudo, rigira contro il nonno i suoi stessi fulmini, uccidendolo definitivamente. A causa dell'immane sforzo Rey muore, ma Ben, arrampicatosi dal burrone dove era stato sbalzato dall'Imperatore, riesce a salvarla cedendole la propria forza vitale. Felice che Ben sia tornato al lato chiaro della Forza, Rey lo bacia, ma poco dopo lui muore e scompare nella Forza, assieme al cadavere della madre che si trova nella base della Resistenza.
Successivamente, dopo aver festeggiato la vittoria della Resistenza, Rey si reca su Tatooine nella vecchia casa degli Skywalker, dove seppellisce le spade laser appartenute alla famiglia Skywalker, per poi accendere temporaneamente la sua nuova spada dal colore giallo, e, dopo aver visto i fantasmi di Forza di Luke e Leia e aver ottenuto la loro approvazione, decide di assumere il cognome di "Skywalker".

## Personaggi
- Leia Organa, interpretata da Carrie Fisher: la sorella gemella di Luke, madre di Ben Solo, figlia di Anakin Skywalker, sensibile alla Forza e generale della Resistenza.[7] Nel luglio 2018 è stato annunciato che l'attrice, scomparsa nel dicembre 2016, avrebbe ripreso il suo ruolo grazie ad alcuni filmati di repertorio di scene tagliate dal montaggio finale di Star Wars - Il risveglio della Forza.[8][9][10][N 1][N 2]
- Luke Skywalker, interpretato da Mark Hamill: il fratello gemello di Leia, l'ultimo Maestro Jedi, maestro di Rey e divenuto un tutt'uno con la Forza ne Gli ultimi Jedi.[7] È lo zio materno di Kylo Ren.[15]
- Ben Solo / Kylo Ren, interpretato da Adam Driver: Leader Supremo del Primo Ordine, figlio di Han Solo e Leia Organa.[16]
- Rey, interpretata da Daisy Ridley: una giovane, ex mercante di rottami, sensibile alla Forza e addestrata da Luke Skywalker e Leia Organa, nonché membro della Resistenza.[16] Nipote paterna di Palpatine e ultima Jedi.[17][18]
  - Rey da bambina, interpretata da Cailey Fleming (doppiata in italiano da Alice Porto) e da Josefine Irrera. Fleming appare grazie all'uso di filmati di repertorio de Il risveglio della Forza.[19]
- Finn, interpretato da John Boyega: un ex stormtrooper (FN-2187) del Primo Ordine, ora combattente della Resistenza.[16]
- Poe Dameron, interpretato da Oscar Isaac: comandante e miglior pilota di X-wing della Resistenza che in seguito erediterà il grado di Generale da Leia.[16]
- C-3PO, interpretato da Anthony Daniels: un droide protocollare umanoide al servizio del generale Organa.[7]
- Jannah, interpretata da Naomi Ackie: un ex stormtrooper (TZ-1719) del Primo Ordine che vive sul pianeta Kef Bir e alleata della Resistenza.[20]
- Generale Hux, interpretato da Domhnall Gleeson: un tirannico generale, terzo in comando, del Primo Ordine.[7]
- Generale Pryde, interpretato da Richard E. Grant: un generale di alto rango e secondo in comando del Primo Ordine, che in precedenza ha servito nell'Impero Galattico.[7][21][22]
- Maz Kanata, interpretata da Lupita Nyong'o tramite performance capture: un'anziana saggia aliena. Gestiva un locale su Takodana prima che venisse distrutto dal Primo Ordine.[7]
- Zorii Bliss, interpretata da Keri Russell: una criminale mascherata, vecchia amica di Poe di Kijimi.[21][23][24][25][26]
- Chewbecca, interpretato da Joonas Suotamo: un Wookiee co-pilota del Millennium Falcon.[7]
- Rose Tico, interpretata da Kelly Marie Tran: un membro della Resistenza che lavora nella manutenzione e amica di Finn.[7]
- Palpatine, interpretato da Ian McDiarmid: il malvagio despota del caduto Impero Galattico e Signore Oscuro dei Sith, clonato e resuscitato, leader ombra del Primo Ordine, creatore di Snoke e nonno paterno di Rey.[27][28][29] È il principale antagonista della "Saga degli Skywalker" e in precedenza si pensava che fosse definitivamente morto dopo la Battaglia di Endor descritta ne Il ritorno dello Jedi.[30][31]
- Lando Calrissian, interpretato da Billy Dee Williams: un ex contrabbandiere e generale dell'Alleanza Ribelle.[7] Williams torna a interpretare il personaggio per la prima volta da Il ritorno dello Jedi.

Inoltre Billie Lourd, Jimmy Vee, Greg Grunberg e Harrison Ford (non accreditato) riprendono rispettivamente i loro ruoli del Tenente Connix, R2-D2, Temmin "Snap" Wexley e Han Solo dai precedenti film. Dominic Monaghan interpreta Beaumont Kin, un soldato della Resistenza. Il regista J. J. Abrams è la voce del droide D-O, Jodie Comer e Billy Howle interpretano la madre e il padre di Rey.

### Cameo
Kevin Smith e Jeff Garlin appaiono in un cameo in ruoli non precisati; Denis Lawson riprende il ruolo di Wedge Antilles dalla trilogia originale. John Williams e Lin-Manuel Miranda appaiono in un cameo rispettivamente nei ruoli di Oma Tres e un soldato della Resistenza. Mimi Ndiweni interpreta un ufficiale della resistenza. Mark Hamill, oltre al ruolo di Luke Skywalker, dà la voce a un alieno di nome Boolio. Appaiono in un cameo anche Warwick Davis e suo figlio Harrison Davis rispettivamente nei ruoli di Wicket W. Warrick, leader degli ewok, e suo figlio Pommet Warrick, mentre Shirley Henderson dà la voce a Babu Frik. Anche il compositore Michael Giacchino ha un cameo nei panni di un Sith Trooper. L'attore Karl Urban e il cantante Dhani Harrison interpretano due stormtrooper.
Molti attori e doppiatori apparsi nell'universo di Star Wars riprendono il loro ruolo in camei vocali: James Earl Jones nei panni di Darth Vader, Andy Serkis nei panni di Snoke e le voci dei Jedi passati con Ewan McGregor e Alec Guinness nei panni di Obi-Wan Kenobi (quest'ultimo attraverso audio d'archivio modificato digitalmente), Hayden Christensen come Anakin Skywalker, Ashley Eckstein come Ahsoka Tano, Freddie Prinze Jr. come Kanan Jarrus, Olivia d'Abo come Luminara Unduli, Frank Oz come Yoda, Liam Neeson come Qui-Gon Jinn, Jennifer Hale come Aayla Secura, Samuel L. Jackson come Mace Windu, e Angelique Perrin nel ruolo di Adi Gallia.

## Produzione

### Sviluppo

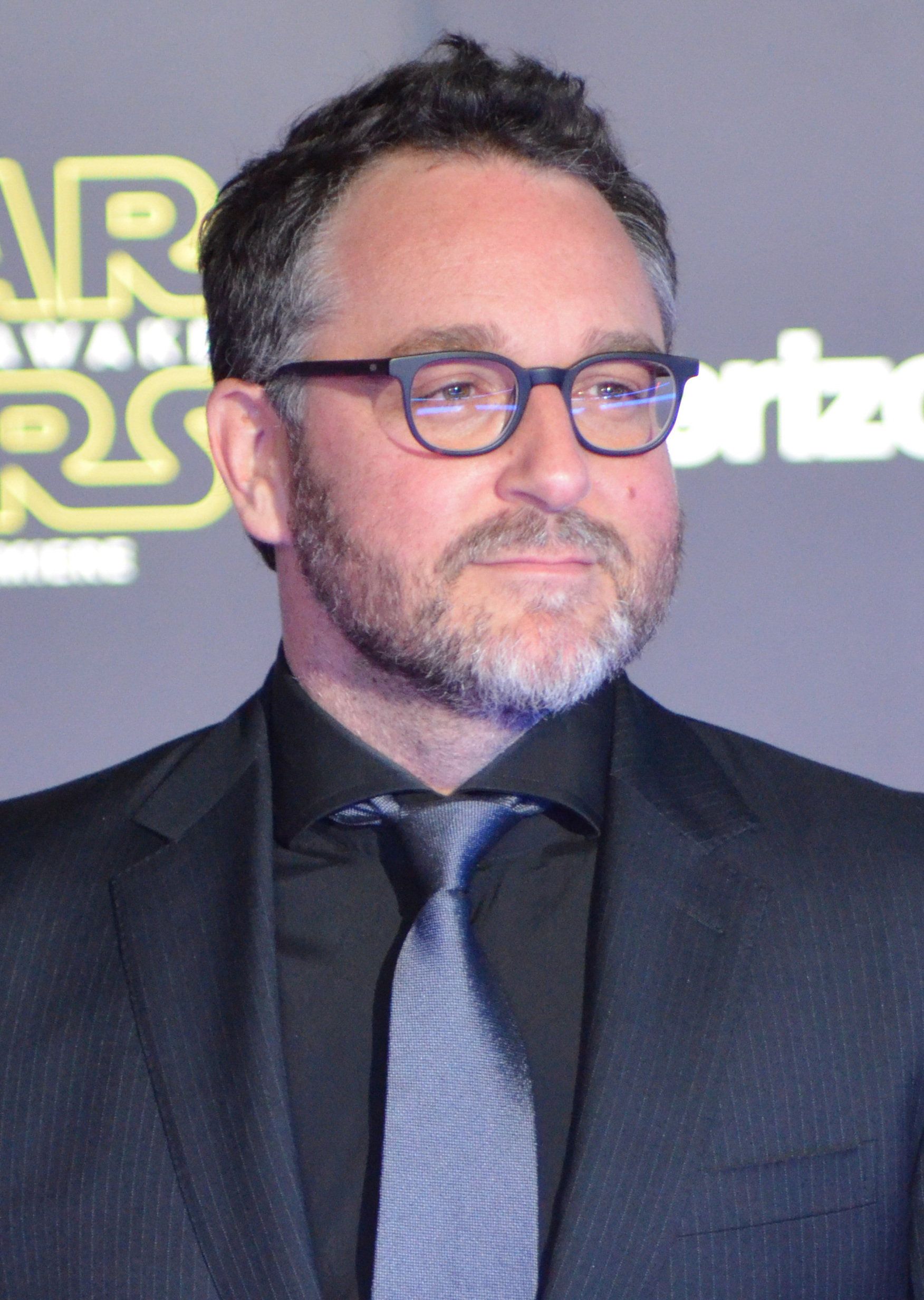
Colin Trevorrow, il regista originale del film

Nell'ottobre 2012, George Lucas, il creatore di Guerre stellari, aveva venduto la sua casa di produzione, la Lucasfilm, e con essa l'intero franchise di Guerre stellari, alla The Walt Disney Company. Disney annunciò poi la realizzazione di una nuova trilogia sequel per la saga cinematografica di Guerre stellari. Il mese successivo, Lawrence Kasdan e Simon Kinberg entrarono in trattative per scrivere e produrre Episodio VIII o Episodio IX. Kinberg, Kasdan e Michael Arndt hanno lavorato in una stanza degli scrittori per discutere e definire la trilogia. Tuttavia, questi piani non si sono realizzati e Kasdan ha invece co-sceneggiato Star Wars - Il risveglio della Forza con Kinberg come consulente creativo. Nel giugno 2014 è stato annunciato che Rian Johnson, regista e sceneggiatore de Gli ultimi Jedi, avrebbe scritto un trattamento per Episodio IX.

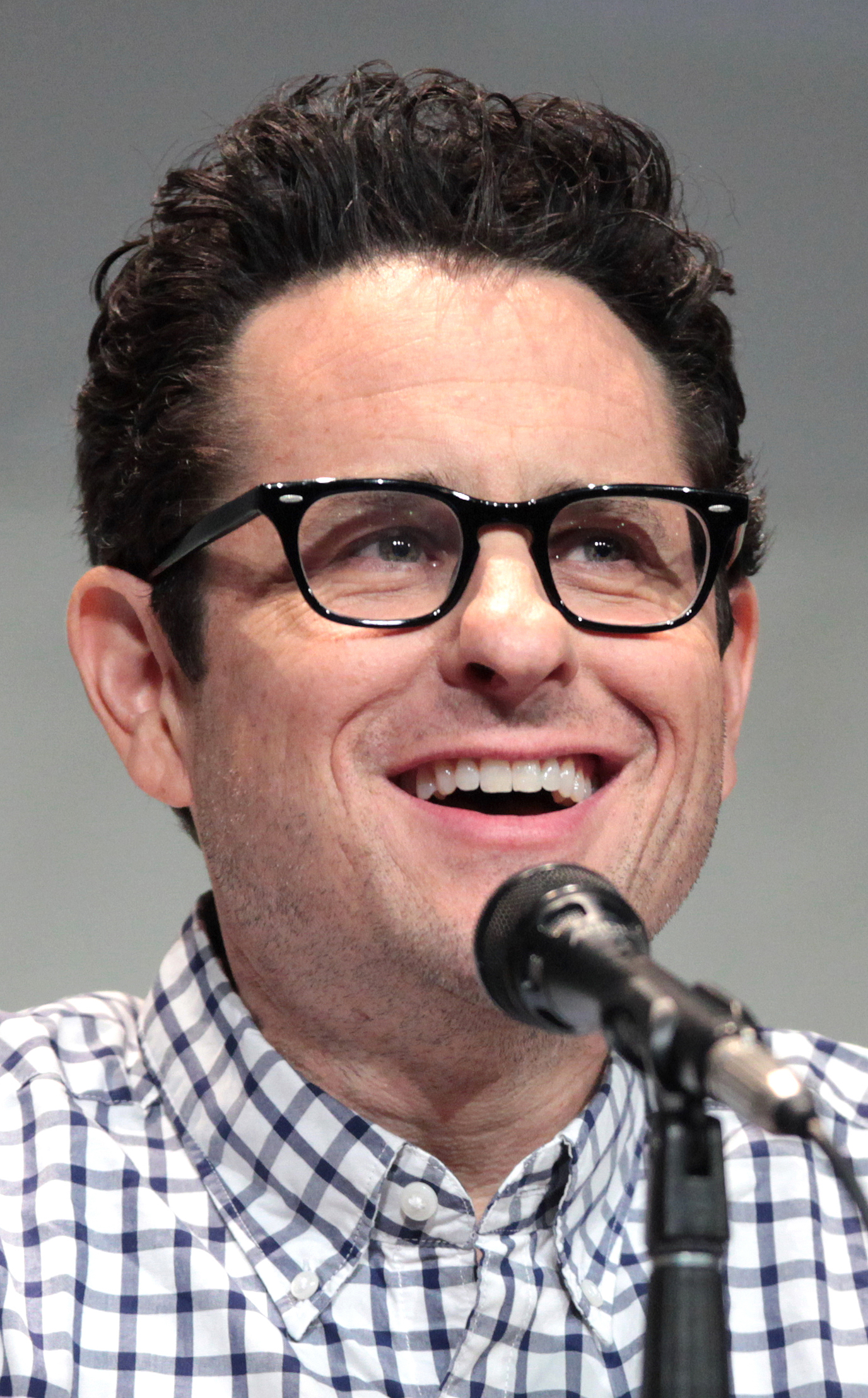
Il regista J. J. Abrams è tornato per dirigere L'ascesa di Skywalker

Tuttavia, nell'aprile 2017, Johnson ha dichiarato di non essere coinvolto nel progetto, dicendo che queste erano "vecchie informazioni". Nell'agosto 2015, Colin Trevorrow era stato annunciato come regista per Episodio IX. Trevorrow avrebbe dovuto anche scrivere la sceneggiatura del film insieme a Derek Connolly. Tale sceneggiatura, intitolata Star Wars: Duel of the Fates, dal tema omonimo di Star Wars: Episodio I - La minaccia fantasma, iniziò a trapelare insieme a vari concept art circa un mese dopo l'uscita nelle sale di L'ascesa di Skywalker. In essa erano inclusi elementi che furono utilizzati in una certa misura nel film finale, come Kylo Ren che trova un olocron Sith nel castello di Darth Vader su Mustafar, il trasferimento dell'energia della Forza, il concetto di uno star destroyer dotato di superlaser, Lando alla guida di una flotta di astronavi galattiche per salvare la situazione e Chewbecca che riceve una medaglia. Un'idea originaria di Trevorrow e del suo team di progettazione, il TIE Echelon del Primo Ordine, è sopravvissuta nel parco a tema Star Wars: Galaxy's Edge, la cui nave sarebbe dovuta apparire nel suo film originario.
Nel febbraio 2016, l'amministratore delegato di Disney Bob Iger ha confermato che Episodio IX era entrato in pre-produzione. Alla fine di aprile 2017, Disney ha inizialmente annunciato che il film sarebbe stato pubblicato il 24 maggio 2019. Fino al mese successivo, l'inizio delle riprese era previsto per gennaio 2018, per poi essere rimandato al mese di agosto.
Nell'agosto del 2017 è stato dichiarato che Jack Thorne si sarebbe occupato di riscrivere la sceneggiatura del film. Il 5 settembre 2017, la Lucasfilm ha annunciato l'abbandono del progetto da parte di Trevorrow a causa di divergenze creative. Secondo quanto riportato da The Hollywood Reporter, i rapporti lavorativi tra Trevorrow e la produttrice Kathleen Kennedy si erano incrinati dopo che il regista non era riuscito a proporre una sceneggiatura soddisfacente per il film, nonostante le numerose bozze presentate. Inizialmente sembrava che a sostituire Trevorrow nel ruolo di regista sarebbe stato Johnson, il quale però ha dichiarato di non aver «mai pianificato di dirigere Episodio IX». Il giorno successivo è stato poi reso noto che J. J. Abrams, già regista de Il risveglio della Forza, sarebbe tornato per dirigere Episodio IX. Abrams avrebbe inoltre collaborato alla sceneggiatura del film insieme a Chris Terrio, nonché alla produzione della pellicola (tramite la sua casa di produzione cinematografica, la Bad Robot Productions) insieme a Kennedy e Michelle Rejwan. In aggiunta alla partecipazione di Abrams al realizzazione della pellicola, la Disney ha poi dichiarato che l'uscita del film sarebbe stata posticipata al 20 dicembre 2019.
George Lucas è stato coinvolto nel progetto dando numerosi consigli e suggerimenti al team creativo per la realizzazione del film, parlando a lungo con J. J. Abrams.
Prima dell'inizio delle riprese, al film era stato affibbiato il titolo di lavorazione Black Diamond (in italiano "diamante nero"), per poi essere cambiato in trIXie. L'attore Richard E. Grant ha dichiarato che Disney ha fatto tutto il possibile per mantenere segreta ogni informazione riguardo al film, evitando la possibile trapelazione di dettagli sulla pellicola.

### Sceneggiatura
Lo sceneggiatore Chris Terrio ha dichiarato di aver riscritto lo script più volte, come mai nella sua carriera, al punto che ogni mattina sembrava una nuova sceneggiatura e tutto il team lavorava incessantemente per trovare un equilibrio finale. Fonte di ispirazione per la trama è stata la collana a fumetti Star Wars: Dark Empire del 1991-92 e ambientato dopo Il ritorno dello Jedi. Esso racconta il ritorno dell'Imperatore Palpatine, il quale riesce a ingannare la morte trasferendo il suo spirito in cloni del suo corpo originale.
Daisy Ridley ha rivelato che in merito alle sue origini la sceneggiatura ha subito diversi cambiamenti di rotta: 

### Cast

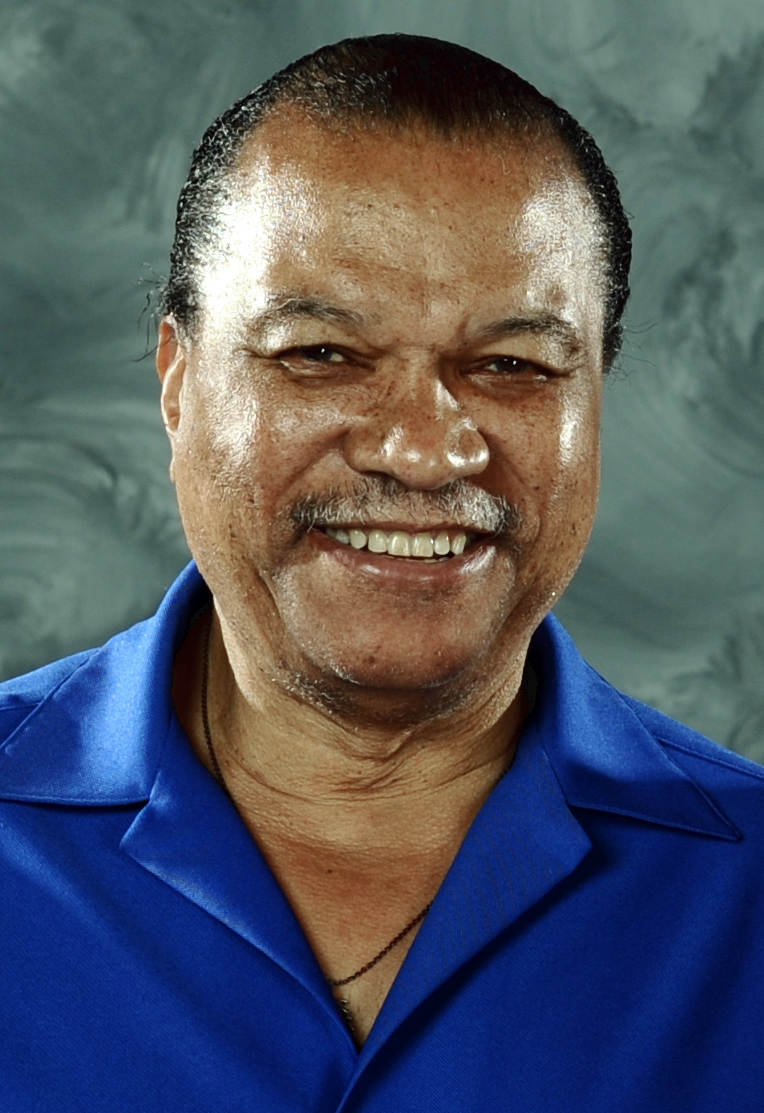
Billy Dee Williams è tornato a interpretare il ruolo di Lando Calrissian

Carrie Fisher, deceduta il 27 dicembre 2016, avrebbe dovuto avere un ruolo chiave in Episodio IX. Nel gennaio 2017 Lucasfilm ha dichiarato che non c'erano piani per generare digitalmente la performance di Fisher come avevano fatto per Rogue One: A Star Wars Story nel 2016. L'aprile successivo, il fratello di Fisher, Todd, ha rivelato che la figlia di Fisher, Billie Lourd, aveva concesso alla Disney i diritti per utilizzare i filmati in cui compariva la madre. Tuttavia, una settimana dopo, Kathleen Kennedy ha dichiarato che la Fisher non sarebbe apparsa nel film. Nel luglio 2018 J. J. Abrams ha annunciato che le riprese inutilizzate di Carrie Fisher da Il risveglio della Forza sarebbero state utilizzate per completare la storia.
Nel luglio 2018 Keri Russell era in trattative per recitare una parte in alcune "scene di combattimento pesanti", ed è stato confermato che Billy Dee Williams sarebbe tornato nei panni di Lando Calrissian per la prima volta dal film del 1983 Il ritorno dello Jedi, che segna uno degli intervalli più lunghi tra le interpretazioni di un personaggio da parte dello stesso attore nella storia del cinema americano. Alla fine di luglio, Russell venne confermata nel cast, mentre alla fine di agosto viene annunciato che Dominic Monaghan e Matt Smith erano stati scelti in ruoli non specificati, ma sebbene Smith abbia negato inizialmente il suo coinvolgimento, ha in seguito rivelato che è stato vicinissimo a ottenere un ruolo che sarebbe stato cruciale per il franchise.
Alla Star Wars Celebration nell'aprile 2019, è stato rivelato tramite il teaser trailer del film che Ian McDiarmid sarebbe tornato per interpretare Palpatine. Dato che l'evento si è tenuto dopo che le riprese principali erano terminate, Abrams era entusiasta che la notizia di McDiarmid sul set non fosse mai trapelata.

### Riprese
Le riprese del film sono iniziate nell'agosto 2018 presso i Pinewood Studios, vicino a Londra. Parte delle riprese sono state realizzate anche nella valle di Uadi Rum, in Giordania. L'attore Oscar Isaac ha dichiarato che Abrams ha dato al cast maggiore libertà d'improvvisazione rispetto ai due film precedenti. Il 28 gennaio 2019 l'attore Anthony Daniels ha terminato di girare le proprie scene nei panni di C-3PO. Le riprese del film si sono concluse il 15 febbraio 2019, e i primi filmati della pellicola sono stati mostrati all'incontro annuale degli azionisti di The Walt Disney Company il 7 marzo dello stesso anno.
Il budget del film è stato di 275 milioni di dollari.

### Effetti speciali
Gli effetti speciali sono stati realizzati da Industrial Light & Magic e supervisionati da Roger Guyett.
Nonostante la scomparsa dell'attrice Carrie Fisher, i piani relativi al suo personaggio non sono stati modificati. Infatti il piano della Lucasfilm è sempre stato quello di rendere Han Solo il personaggio prominente di Episodio VII, Luke quello più importante per l'VIII e infine Leia quello per il IX. Roger Guyett e Patrick Tubach hanno spiegato che per inserire digitalmente il generale Leia Organa hanno tolto il suo volto dalle scene che aveva precedentemente girato per Episodio VII e hanno costruito un personaggio digitale intorno a lei. Per la sequenza del flashback che introduce Leia ringiovanita con la CGI è stata utilizzata come controfigura la figlia Billie Lourd.
Il progettista e scenografo Jake Lunt Davies durante le riprese ha rivelato di aver completato il suo contratto di lavoro con Episodio IX dopo 5 anni e 5 film, ringraziando i suoi collaboratori e colleghi postando su Instagram una serie di immagini che mostrano le sue innumerevoli creazioni.
Riguardo al personaggio di Maz Kanata, precedentemente comparso in CGI, su richiesta di J. J. Abrams questa volta è stato realizzato un animatrone fortemente meccanizzato, soprattutto per enfatizzare le scene presenti con Leia.

## Colonna sonora
La realizzazione della colonna sonora è iniziata nel luglio 2019 con John Williams e William Ross che hanno diretto e orchestrato le sessioni nel corso di sei mesi. Walt Disney Records ha pubblicato l'album della colonna sonora in digitale il 18 dicembre 2019, con un'uscita fisica il 20 dicembre 2019.

## Promozione

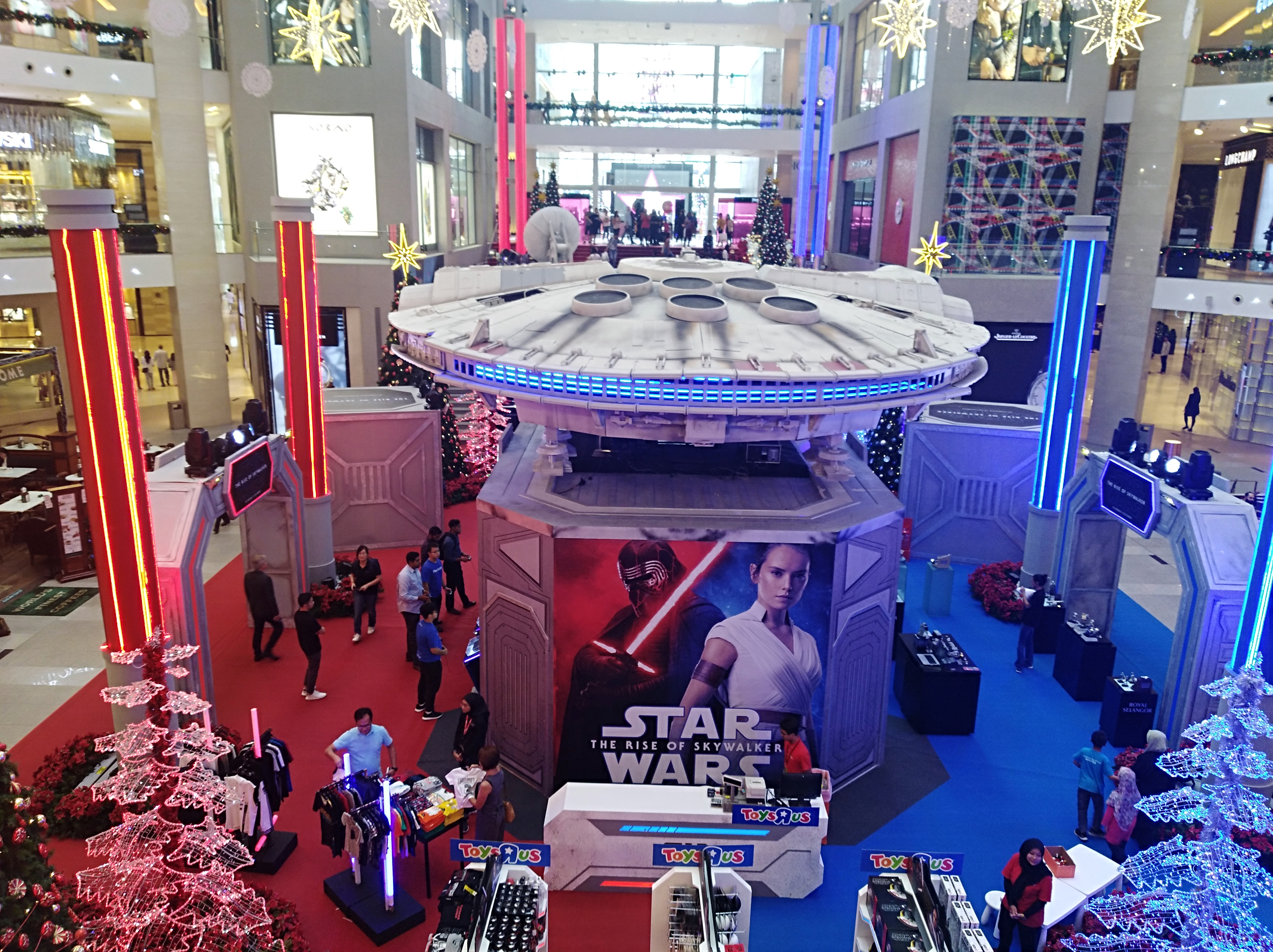
Banner promozionale del film in un centro commerciale a Kuala Lumpur

Il 12 aprile 2019, durante la conferenza Star Wars Celebration di Chicago, è stato mostrato il primo teaser trailer del film, con cui è stato rivelato anche il titolo originale della pellicola, The Rise of Skywalker. Il trailer ha ricevuto 111 milioni di visualizzazioni nelle prime ventiquattro ore. Il 4 maggio 2019, con la pubblicazione del trailer italiano, è stato rivelato il titolo dell'edizione italiana del film: Star Wars: L'ascesa di Skywalker. Il 24 agosto 2019, durante il D23 Expo, sono stati mostrati un nuovo teaser trailer, pubblicato online due giorni dopo, e il teaser poster. Il 4 ottobre 2019, come per i film precedenti, è stato lanciato il Triple Force Friday per promuovere, oltre ad Episodio IX, anche la serie televisiva The Mandalorian e il videogioco Star Wars Jedi: Fallen Order. Il 22 ottobre 2019 è stato pubblicato il poster ufficiale e il trailer finale. Giorni prima dell'uscita del film nelle sale sono uscite numerose clip promozionali, tra cui quella dedicata all'inseguimento su Pasaana e quella del primo incontro tra Kylo Ren e Palpatine.
Come già avvenuto per i due film precedenti, anche per L'ascesa di Skywalker viene lanciata una campagna editoriale intitolata Journey to Star Wars: The Rise of Skywalker, annunciata il 4 maggio 2019 (nello Star Wars Day), che include il romanzo Resistance Reborn, ambientato tra Gli ultimi Jedi e L'ascesa di Skywalker, e vari altri titoli. Il 4 dicembre Electronic Arts annuncia ufficialmente la Star Wars Battlefront 2: Celebration Edition, espansione del videogioco Star Wars: Battlefront II, la quale include numerosi contenuti a tema L'ascesa di Skywalker. Il 12 dicembre il videogioco Fortnite Battle Royale ha rilasciato diverse skin di personaggi del film come Rey, Finn, i soldati Sith, Kylo Ren e Zorii Bliss insieme ad un caccia TIE, il Millennium Falcon, quattro emote e due banner gratuiti. Il 14 dicembre Epic Games, editore di Fortnite, ha pubblicato un'anteprima del film nel gioco come evento dal vivo. Alla fine dello stesso, è stato ascoltato un messaggio di Palpatine (menzionato nella sequenza di apertura del film). A Disneyland, durante l'evento dello Star Tours è stato mostrato in anteprima un messaggio di Lando Calrissian in cui invita tutta la galassia a unirsi alla lotta. Settimane prima della proiezione nelle sale, diversi artisti hanno reso omaggio alla fine della saga con delle immagini promozionali che richiamano gli storici poster realizzati per la trilogia originale.

## Distribuzione

### Data di uscita
La première mondiale di Star Wars: L'ascesa di Skywalker si è tenuta il 16 dicembre 2019 a Los Angeles. Inizialmente previsto per il 24 maggio 2019, il film è stato distribuito nelle sale cinematografiche italiane il 18 dicembre 2019 e in quelle statunitensi il 20 dicembre. Diversamente dalla maggior parte dei film dello studio, secondo quanto riferito la Disney non ha tenuto proiezioni di prova per L'ascesa di Skywalker, ma è stato mostrato solo agli amici e alla famiglia di Abrams, nonché a un fan malato terminale.
Come accaduto con Guerre stellari, L'Impero colpisce ancora, Il ritorno dello Jedi, Il risveglio della Forza e Gli ultimi Jedi, il titolo ufficiale non riporta la dicitura Episodio IX; quest'ultima è tuttavia presente nella sequenza di apertura.
Star Wars: L'ascesa di Skywalker è disponibile sul servizio di streaming Disney+ dal 4 maggio 2020.

### Censura
In Medio Oriente il film ha subito dei tagli, dove è stato censurato nei minuti finali un bacio omosessuale tra due personaggi femminili; la stessa scena è stata tagliata anche per i cinema di Singapore dalla stessa Disney.

### Edizione italiana
La direzione del doppiaggio e i dialoghi italiani sono stati curati da Carlo Cosolo, per conto della SDI Media Italia.

### Edizioni home video
Il film è disponibile in formato digitale dal 17 marzo 2020 e in DVD, Blu-ray, 4K Ultra HD dal 31 marzo.

## Accoglienza

### Incassi
Star Wars: L'ascesa di Skywalker ha incassato 515202542 $ nel Nord America e 561819830 $ nel resto del mondo, per un totale di 1077022372 $.
Globalmente il film ha esordito con 376,2 milioni di dollari nei primi cinque giorni. Il 15 gennaio 2020 ha raggiunto un incasso globale di 1 miliardo di dollari; è il nono film del 2019 (il settimo distribuito dalla Disney) a raggiungere il traguardo; inoltre è il settimo maggior incasso mondiale del 2019, il terzo maggior incasso nel Nord America del 2019 e il terzo maggior incasso della saga di Star Wars.
Il film ha ottenuto un profitto netto di 300 milioni di dollari, posizionandosi al nono posto delle pellicole col miglior profitto del 2019.

#### Nord America
Alle anteprime del giovedì sera il film ha incassato 40 milioni di dollari, mentre nel primo giorno di programmazione ha incassato 89,6 milioni in 4.406 schermi. Nel week-end d'esordio ha ottenuto il primo posto al botteghino incassando 177,4 milioni, risultando però il peggior esordio della nuova trilogia. Nella prima settimana ha ottenuto un incasso di 289,8 milioni. Nel secondo week-end è rimasto al primo posto incassando 72,4 milioni. Anche nel terzo week-end è rimasto in testa alla classifica, incassando 34,5 milioni. Nel quarto week-end è sceso al secondo posto, incassando 15,2 milioni.

#### Internazionale
Nel primo fine settimana di programmazione il film ha incassato 198,8 milioni di dollari. Al 22 dicembre 2019 i mercati maggiori erano Regno Unito (27 milioni), Germania (22,1 milioni), Francia (16,5 milioni), Giappone (14,3 milioni), Australia (12,3 milioni), Cina (12,2 milioni), Spagna (7,7 milioni), Messico (7,3 milioni), Italia (6 milioni) e Brasile (5,9 milioni).

### Critica
Sull'aggregatore Rotten Tomatoes il film riceve il 51% delle recensioni professionali positive, con un voto medio di 6,1 su 10 basato su 527 critiche; il consenso critico del sito recita: "Star Wars: L'ascesa di Skywalker soffre di una frustrante mancanza di immaginazione, ma conclude questa amata saga con devozione incentrata sui fan". Su Metacritic ottiene un punteggio di 53 su 100 basato su 61 recensioni.
Todd McCarthy del The Hollywood Reporter ha lodato gli effetti visivi ma ha contestato la sceneggiatura: "Una trama simile, che mette in scena così tanti personaggi, luoghi e dinamiche, può ovviamente risultare confusionaria". Nicholas Barber della BBC ha scritto che "il film è ben girato, risulta così bello che è una meraviglia per gli occhi e si fa portatore di un messaggio positivo sul non abbandonare mai la speranza. Peccato che l'immaginario Lucas venga rispettato fino alla fine senza mai che la pellicola raggiunga un'identità tutta sua". Richard Roeper del Chicago Sun-Times ha dato al film tre stelle su quattro: "raramente si avvicina a toccare livelli di grandiosità, ma è un film solido e mette in risalto tutte le cose positive di una buona direzione e una storia appagante". Owen Gleiberman di Variety lo ha definito "la più elegante, emozionante e gratificante avventura di Star Wars dai giorni gloriosi di Guerre Stellari e L'Impero colpisce ancora". Calvin Wilson di Stltoday ha elogiato l'interpretazione di Daisy Ridley: "Come al solito, Ridley è immensamente adatta come guerriera nata con un indistruttibile senso del giusto e dello sbagliato. Il suo viso espressivo conferisce una risonanza emotiva ai fantastici avvenimenti". Jamie Graham di GamesRadar assegna una valutazione positiva al film di 4 su 5 affermando che: "dopo nove episodi in cui il bene e il male si sono rafforzati e sono svaniti con la stessa certezza che la qualità è aumentata vertiginosamente e precipitata, finiamo proprio nel posto giusto, con l'equilibrio nella Forza".

## Riconoscimenti
- 2020 – Premio Oscar[4]
  - Candidatura ai migliori effetti speciali a Roger Guyett, Neal Scanlan, Patrick Tubach e Dominic Tuohy
  - Candidatura alla miglior colonna sonora originale a John Williams
  - Candidatura al miglior montaggio sonoro a Matthew Wood e David Acord
- 2019 – Golden Trailer Awards[158]
  - Candidatura al miglior teaser
- 2020 – Art Directors Guild[159]
  - Candidatura alla miglior scenografia in un film fantastico a Rick Carter e Kevin Jenkins
- 2020 – Premio BAFTA[5]
  - Candidatura alla migliore colonna sonora a John Williams
  - Candidatura al miglior sonoro a David Acord, Andy Nelson, Christopher Scarabosio, Stuart Wilson e Matthew Wood
  - Candidatura ai migliori effetti speciali a Roger Guyett, Paul Kavanagh, Neal Scanlan e Dominic Tuohy
- 2020 – Costume Designers Guild Award[160]
  - Candidatura ai migliori costumi in un film fantastico / di fantascienza a Michael Kaplan
- 2020 – Motion Picture Sound Editors
  - Candidatura al miglior montaggio sonoro

- 2020 – VES Awards[161]
  - Migliori effetti simulati in un film a Don Wong, Thibault Gauriau, Goncalo Cabaca e François-Maxence Desplanques
- 2021 – Saturn Award[6][162]
  - Miglior film di fantascienza
  - Miglior regia a J. J. Abrams
  - Miglior colonna sonora a John Williams
  - Miglior trucco ad Amanda Knight e Neal Scanlan
  - Miglior effetti speciali a Roger Guyett, Neal Scanlan, Patrick Tubach e Dominic Tuohy
  - Candidatura alla miglior attrice a Daisy Ridley
  - Candidatura al miglior attore non protagonista ad Adam Driver
  - Candidatura al miglior attore non protagonista a Ian McDiarmid
  - Candidatura alla miglior sceneggiatura a Chris Terrio e J. J. Abrams
  - Candidatura al miglior montaggio a Maryann Brandon e Stefan Grube
  - Candidatura alla miglior scenografia a Rick Carter e Kevin Jenkins
  - Candidatura ai migliori costumi a Michael Kaplan

## Altri media
Il 19 marzo 2020 è uscito, nella doppia versione con copertina rigida e in audiolibro, la novellizzazione ufficiale del film, scritta da Rae Carson. Il romanzo descrive il ritorno di Palpatine in modo più approfondito: il Sith ha trasferito la sua coscienza in un corpo clone dopo la sua morte ne Il ritorno dello Jedi, e suo "figlio", il padre di Rey, era un esperimento mal riuscito dell'Imperatore. Il romanzo per ragazzi e il corrispondente audiolibro, scritti da Michael Kogge, sono stati pubblicati il 21 aprile 2020.
Nel febbraio 2020 la Marvel ha annunciato il fumetto ufficiale del film in cinque numeri, scritto da Jody Houser e disegnato da Will Sliney, nel novembre seguente è stato cancellato, rendendo L'ascesa di Skywalker la prima pellicola della saga a non avere un adattamento a fumetti. Tuttavia 5 anni dopo è stata finalmente programmata la pubblicazione del fumetto per il febbraio 2025. Il 18 dicembre 2019, in contemporanea all'uscita del film, è stato pubblicato un fumetto in quattro parti intitolato The Rise of Kylo Ren scritto da Charles Soule, che racconta la caduta di Ben Solo al Lato Oscuro, diventando Kylo Ren.
Nel giugno 2022 è uscito il romanzo Shadow of the Sith di Adam Christopher che si svolge tra Il ritorno dello Jedi e Il risveglio della Forza e segue la missione menzionata ne L'ascesa di Skywalker, in cui sia Luke che Lando Calrissian indagano sul misterioso cacciatore di Jedi Ochi di Bestoon, il quale è impegnato a dare la caccia ai genitori di Rey.

## Sequel
Nell'aprile 2023, durante lo Star Wars Celebration, è stato annunciato un nuovo film diretto da Sharmeen Obaid-Chinoy, ambientato quindici anni dopo L'ascesa di Skywalker, che seguirà Rey mentre tenta di ricostruire l'Ordine Jedi.